# Lago di Misurina
Jezero Lago di Misurina je přírodní alpské jezero, největší v regionu Cadore, které se nachází v nadmořské výšce 1 754 m u rekreačního střediska Misurina, části obce Auronzo di Cadore v italské prvincii Belluno. Jeho obvod je 2,6 km a hloubka 5 metrů. 

## Popis
Díky zvláštním klimatickým vlastnostem oblasti kolem jezera je vzduch obzvláště vhodný pro osoby trpící respiračními chorobami. V blízkosti jezera se nachází Institut Pia XII., jediné centrum v Itálii pro léčbu dětského astmatu. Východně od jezera se nacházejí lyžařské vleky a horská skupina Cadini di Misurina (podsekce Dolomiti d'Ampezzo), kterou protíná ferrata Sentiero attrezzato Alberto Bonacossa. Severně od jezera se u silnice vedoucí k Tre Cime di Lavaredo nachází jezero Lago d'Antorno. Na jihu se nachází horská skupina Sorapiss (Ampezzanské Dolomity).
V blízkosti jezera se nachází asi deset hotelů s ubytovací kapacitou asi 500 lůžek. Kromě hotelů se při pohledu na jezero od severu k jihu objeví i velká budova domova důchodců. Většinu zimy jezero zcela zamrzá, takže je přístupné veřejnosti. V zimě se na zamrzlém povrchu konají zápasy póla na koních. Kolem jezera prochází vysokohorská trasa Alta Via č. 3, která začíná ve Villabasse a vede do Longarone.

## Legendy

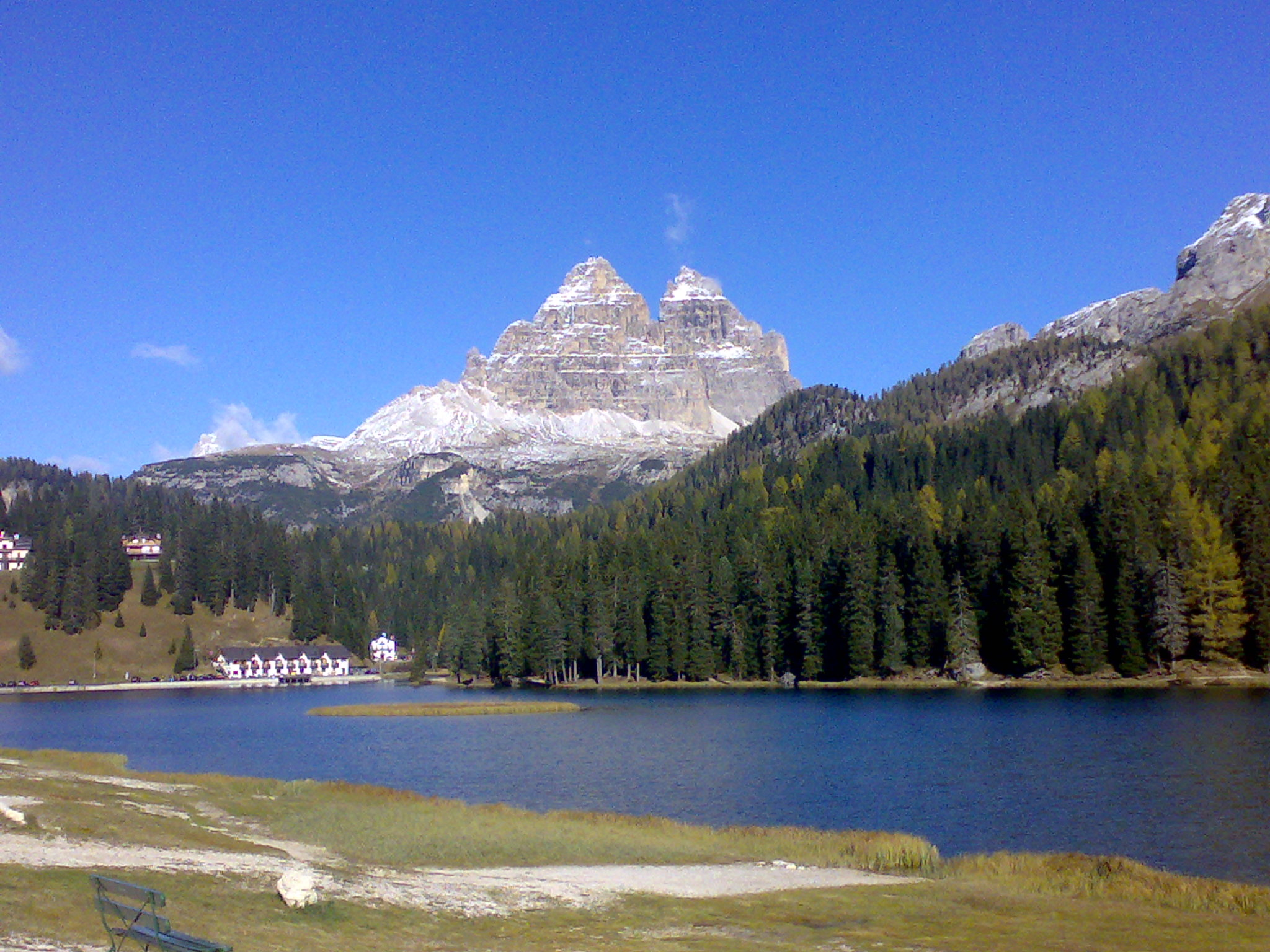
Jezero a Tre Cime di Lavaredo

K jezeru Lago di Misurina se vážou nejméně dvě různé legendy. První, nejvíce "vyprávěnou", proslavila píseň Claudia Baglioniho, zařazená na album Sabato pomeriggio. Podle této verze byla Misurina jedinou dcerou starého a impozantního krále Sorapisse, který vládl zemím mezi Tofane, Antelao, Marmarole a Tre Cime di Lavaredo.
Dcerka, stejně rozmarná a rozpustilá jako krásná, byla jediným důvodem k životu pro krále Sorapise, který jako vdovec přičítal její drzost smrti matky, a proto byl vždy připraven ji omlouvat a ospravedlňovat. Když bylo Misurině sedm nebo osm let, dozvěděla se o víle, která žila na Monte Cristallo a měla kouzelné zrcadlo, které jí dávalo moc číst myšlenky každého, kdo se do něj podíval.
Misurina tak dlouho prosila otce, aby jí dal kouzelné zrcadlo, které chtěla za každou cenu, až král Sorapiss ustoupil a doprovodil ji. Víla dlouho odolávala, protože nechtěla rozmarnému dítěti vyhovět, ale tváří v tvář Sorapissiným slzám nakonec souhlasila, ale s velmi tvrdou podmínkou s nadějí, že se král a jeho dcera vzdají. Víla měla na Monte Cristallo nádhernou zahradu plnou krásných květin, které ale kvůli nadbytku slunečního světla předčasně usychaly. Výměnou za zrcadlo tedy požadovala, aby Sorapiss souhlasil s tím, že se promění v horu, která bude svým stínem chránit vílinu zahradu.
Když Misurina obdržela od Sorapisse zrcadlo a dozvěděla se o uzavřené smlouvě, neznepokojila se. Naopak, byla nadšená představou, že by se její otec, aby ji učinil šťastnou, měl stát horou, po které by mohla běhat a hrát si. Právě v tom okamžiku, kdy se Misurina dívala do zrcadla, se Sorapiss začal proměňovat, bobtnat a měnit barvu: jeho vlasy se změnily ve stromy a vrásky v rýhy.
Misurina si náhle uvědomila, že je vysoko na hoře, a když se podívala dolů, zatočila se jí hlava a propadla se do prázdna. Sorapiss musel v posledních chvílích svého života bezmocně přihlížet tragickému konci své holčičky, a tak z jeho stále otevřených očí vytrysklo tolik slz, že vytvořily dva potůčky, které se v údolí spojily a vytvořily obrovské jezero, které dostalo jméno Lago di Misurina. Při pádu se kouzelné zrcadlo rozbilo mezi skalami a jeho střepy odnesly proudy slz ze Sorapissu, kde dodnes vytvářejí pestrobarevné odlesky jako myšlenky těch, kdo rozjímají nad jezerem Misurina.
V druhé verzi je Misurina (později přezdívaná Mesurina) mladá dívka, dcera bohatých benátských kupců, kterou otec poslal do hor s úskokem, aby zabránil naplnění věštby, podle níž měla dívka rozdat veškerý svůj majetek. Po tragických milostných událostech, které připomínají ty z Romea a Julie, dívka umírá, a na pokraji smrti ji pozná její milenec, od něhož se odcizila, a to kvůli lsti, kterou vymyslel její otec s pomocí jím vyslaného sluhy. 

## Galerie

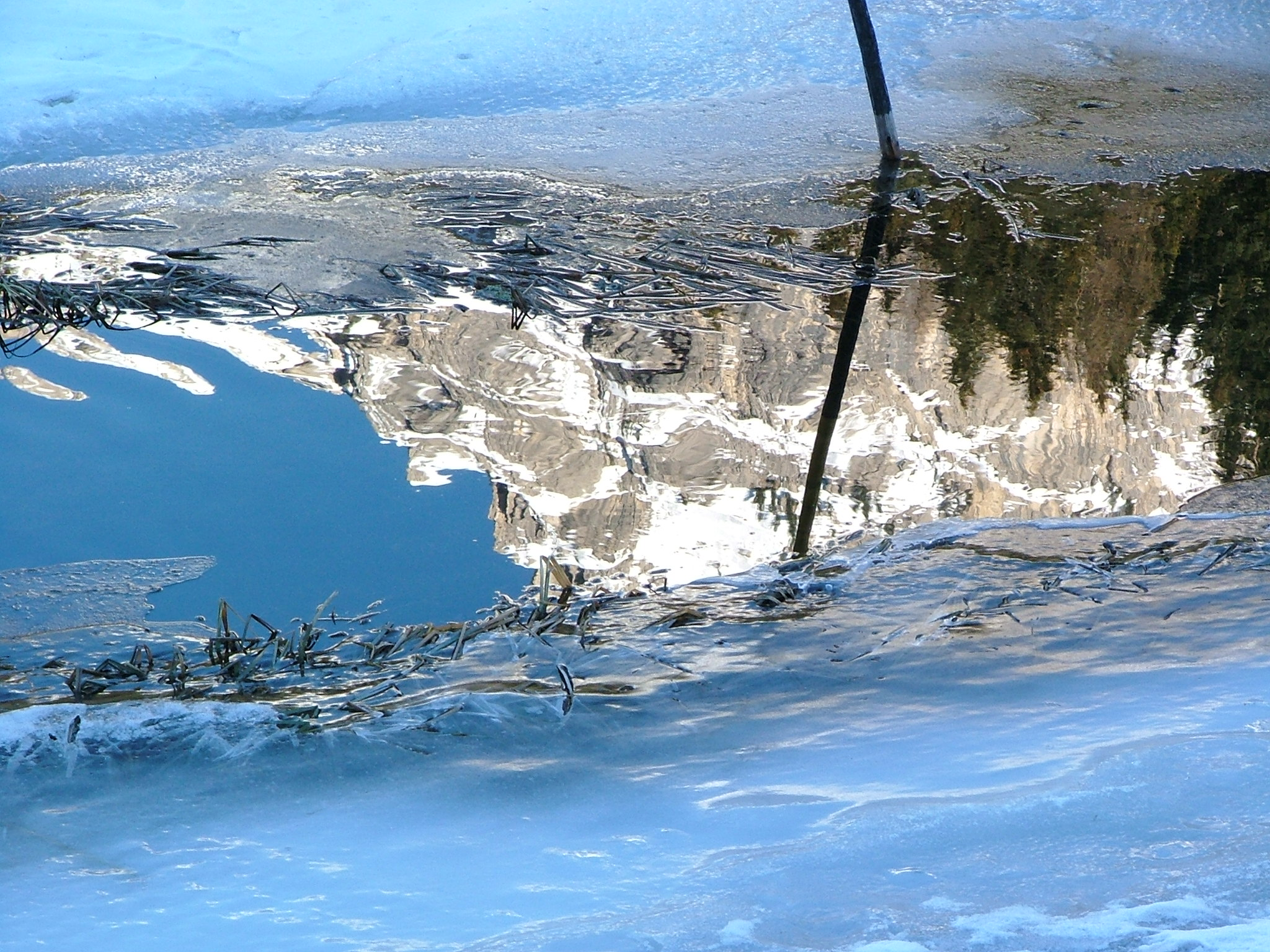
hory se odrážejí v zamrzlém jezeře
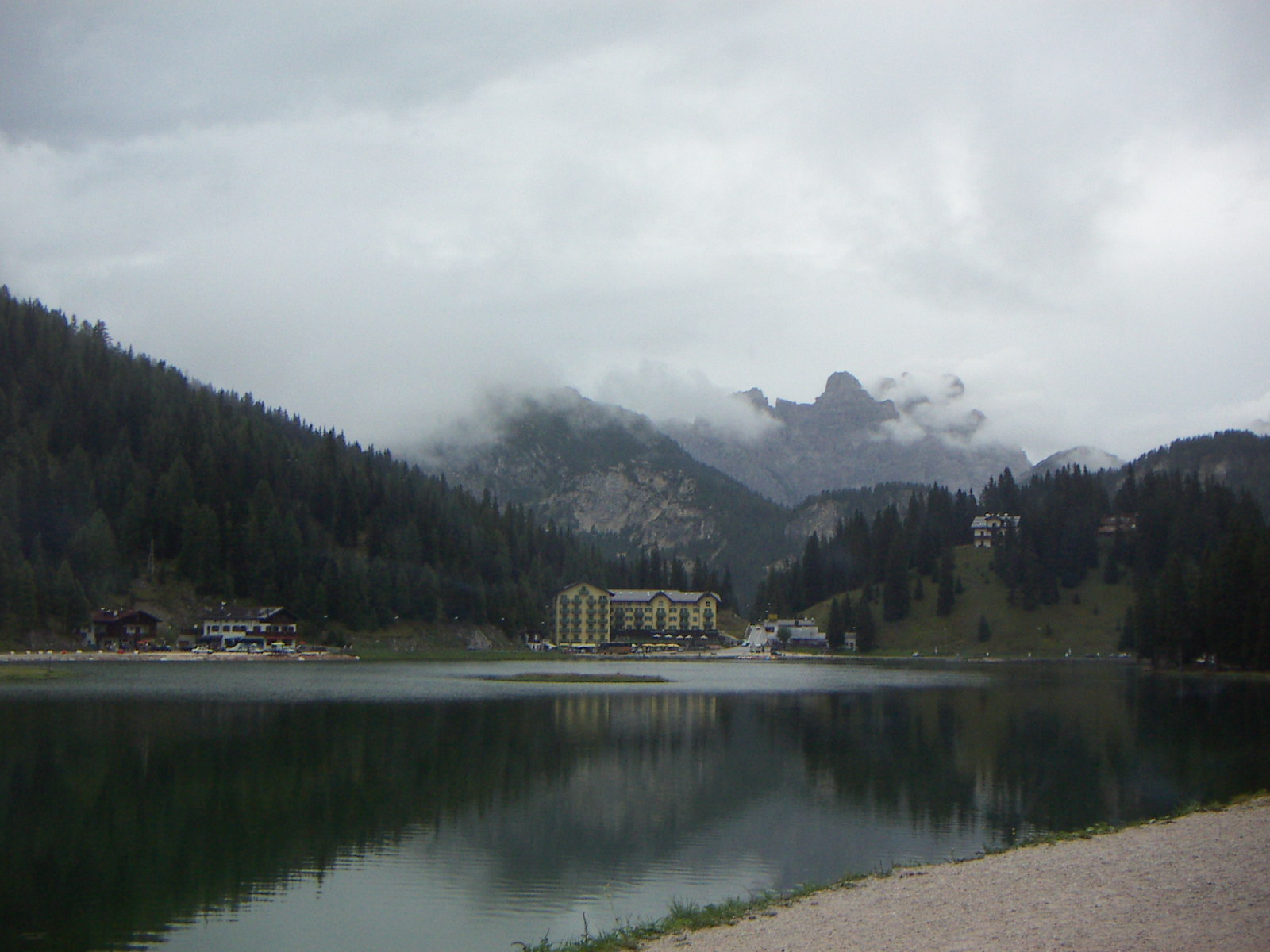
Jezero Misurina pod mraky.
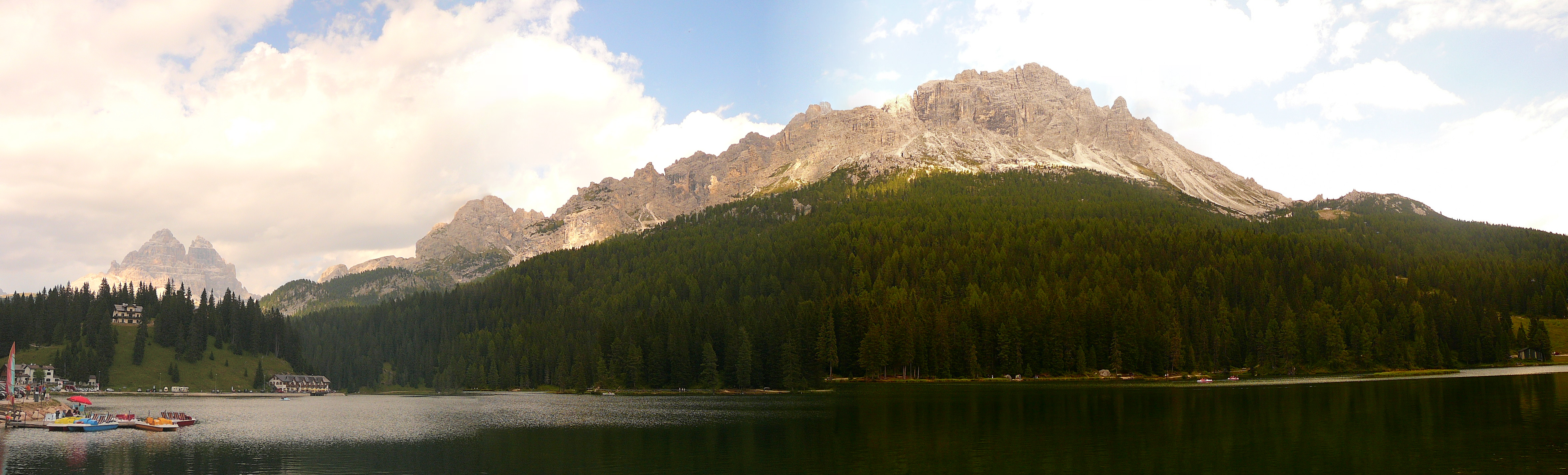
jezero Misurina, pohled od západu. V pozadí Cadini di Misurina a vlevo Tre Cime di Lavaredo.
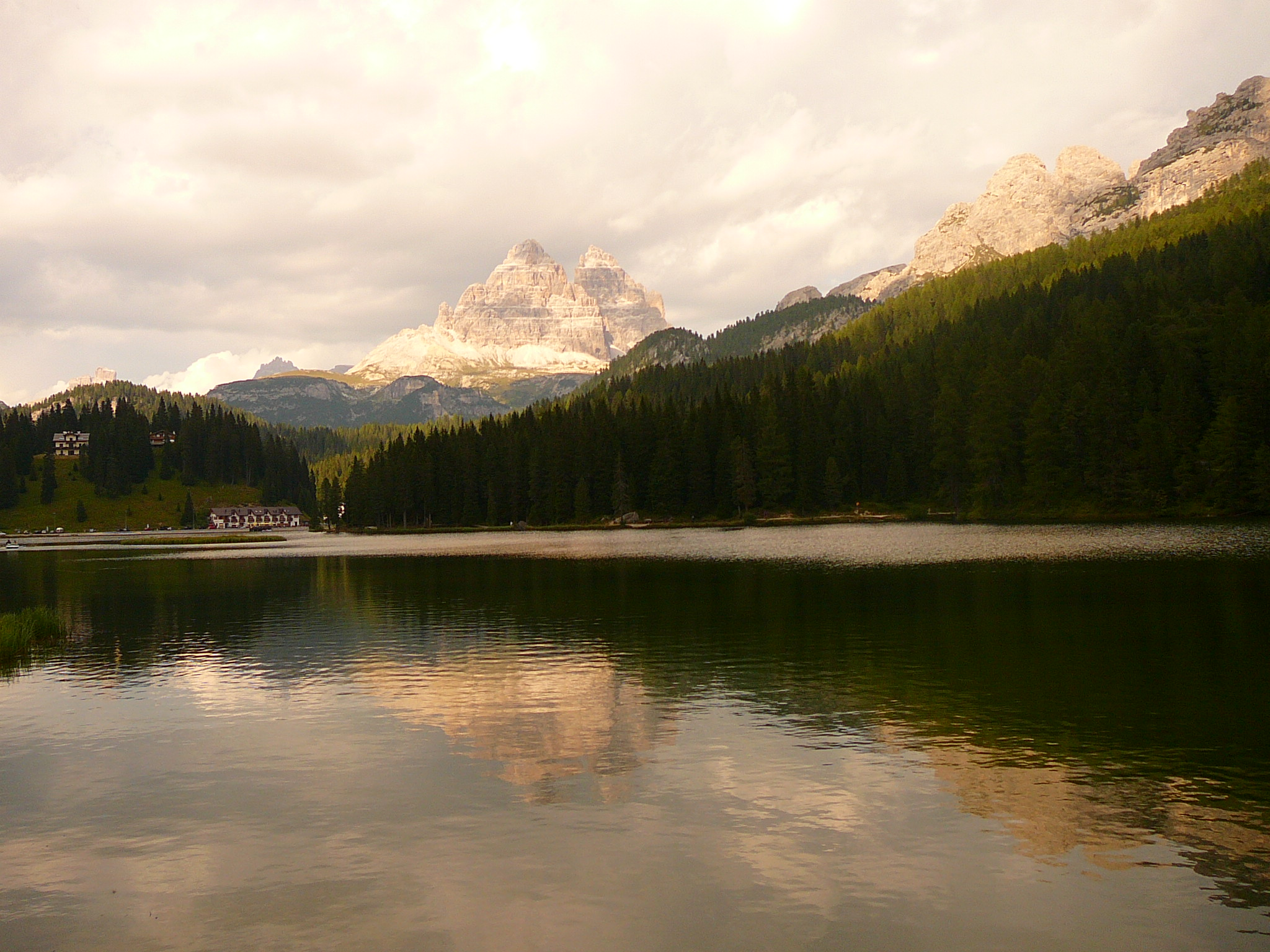
Jezero při pohledu od jihu. V pozadí se nachází Tre Cime di Lavaredo.
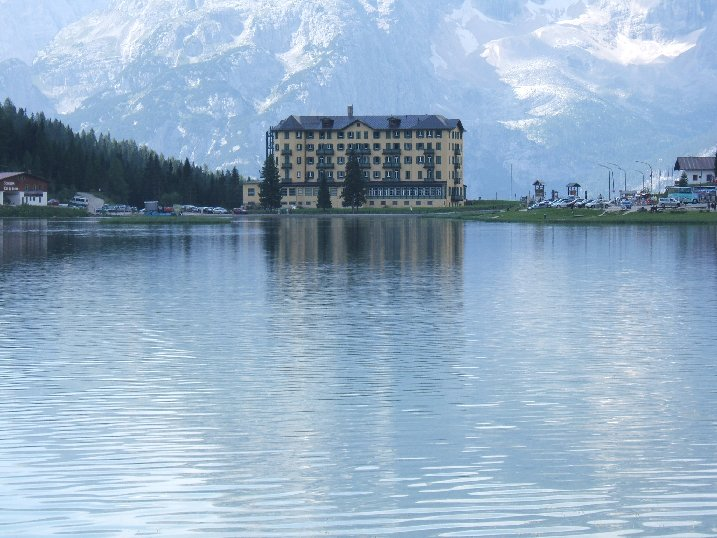
Jezero při pohledu od severu s Institutem Pia XII.